# De microkomiek
De microkomiek is een kort stripverhaal uit de reeks van Suske en Wiske. Het is geschreven door Bruno De Roover en Peter Van Gucht en getekend door Dirk Stallaert. Het verhaal werd gepubliceerd in Tros Kompas vanaf 6 januari 2007 tot en met 9 juni 2007.

## Locaties
Dit verhaal speelt zich af op de volgende locaties:
- het huis van tante Sidonia, een café, New York, comedyclubs, restaurant, Carnegie Hall, JFK luchthaven, Kentucky, Ohio, vliegveld, benzinepomp, onderbroekenfabriek van Funnybone

## Personages
In dit verhaal komen de volgende personages voor:
- Suske, Wiske, tante Sidonia, Lambik, Harry Monkelmans, gastheer, publiek, journaliste, Ray Lennerman, Allan Woodman, Jason Funnybone, Buster, Keaton, medewerkers vliegveld, politie, stewardessen, vrachtwagenchauffeur, militair, medewerkers fabriek

## Het verhaal
Lambik is op visite bij zijn vrienden en ze kijken naar een standup comedian op tv. Lambik denkt dat hij grappiger is, maar verlaat gefrustreerd het huis als zijn vrienden niet om zijn grappen lachen. Op weg naar huis komt Lambik langs een vrij podium en schrijft zich in. Ook hier kan niemand genieten van zijn humor en Lambik verlaat het podium. Achter het podium krijgt Lambik een magische microfoon die ooit van Freek Hermans is geweest. De gebruiker van deze microfoon maakt hilarische grappen en Lambik krijgt na zijn optreden een staande ovatie. Tante Sidonia is met Suske en Wiske aangekomen en de vrienden vertrekken samen.
Lambik wordt al snel een beroemd stand-upcomedian en Suske en Wiske worden zijn persoonlijke assistenten. Tante Sidonia fungeert als zijn manager en de vrienden reizen naar New York, waar Lambik op kan treden in Carnegie Hall. Hij geeft optredens in bekende comedyclubs en in populaire tv-shows. Op straat wordt Lambik aangesproken door Allan Woodman, die hem vertelt dat zijn baas veel geld voor een humorist als Lambik over heeft. Jason Funnybone is erg rijk geworden met de verkoop van onderbroeken, maar hij heeft al 30 jaar niet gelachen en heeft zijn fortuin over voor degene die hem wel kan laten lachen. Allan biedt aan om de helft van de opbrengst met Lambik te delen. Het gezelschap besluit om na het optreden in Carnegy Hall naar Kentucky te vliegen. 
Allan hoort dat Lambik zijn humor heeft te danken aan zijn microfoon en bedenkt dan dat hij het gehele fortuin zou kunnen krijgen als hij zelf in staat is om Jason Funnybone te laten lachen. Hij geeft Buster en Keaton opdracht om de microfoon om te wisselen met een normale microfoon, waardoor Lambik weer een "gewone" grappenmaker wordt, waar niemand om lacht. Het optreden in Carnegy Hall is geen succes en Lambik biecht op dat hij zijn succes aan de microfoon te danken had. De vrienden gaan naar het vliegveld en het lukt Wiske om de microfoon af te pakken. Het gezelschap vliegt naar Kentucky en Lambik vermaakt de stewardessen met zijn microfoon.
Het vliegtuig maakt een tussenstop op een kleine luchthaven van Ohio, waar Buster en Keaton ook met een klein vliegtuig aankomen. Het lukt het tweetal om Suske en Wiske te overmeesteren en Allan Woodman gaat ervandoor met de microfoon. De vrienden ontmoeten een vrachtwagenchauffeur, wiens vrachtwagen van de onderbroeken van Funnybone zonder benzine is komen te staan, en duwen zijn wagen naar de eerstvolgende benzinepomp en reizen verder richting Kentucky. Het vliegtuigje met de boeven stort neer. Lambik pakt zijn microfoon en de vrienden kunnen ontkomen. Er nadert een legertruck met kruisraket en de boeven krijgen het voertuig in handen. Per ongeluk lanceren ze de kruisraket en deze vernietigt de fabriek van Funnybone.
Funnybone komt aangerend en Lambik probeert de microfoon in handen te krijgen om hem te laten lachen. Ook Allan duikt op de microfoon af en beide mannen botsen en raken bewusteloos. Tante Sidonia probeert de microfoon te pakken, maar dan valt de kruisraket met een gedeelte van de onderbroeken-vrachtwagen op de microfoon. Lambik is bedroefd, omdat hij denkt dat Funnybone nu niet aan het lachen gebracht kan worden. Funnybone staat echter hartelijk te lachen om de gebeurtenis en is hier dolblij mee. Niemand krijgt iets van zijn fortuin, want nu de fabriek is afgebrand is Funnybone failliet. De microfoon wordt opgepakt. De vinder besluit deze op te knappen en wil graag komiek worden.

## Uitgaven
Albumuitgaven
| Uitgave                        | Druk              |
| ------------------------------ | ----------------- |
| Looikes stripfestival (luxe)   | 22 september 2007 |
| Look-O-Look (via Albert Heijn) | juli 2019         |

### Achtergronden bij de uitgaven
- De publicatie in Tros Kompas begon met twee aankondigingen van 1 strook op 6 januari 2007, waarna het verhaal volgde vanaf 13 januari 2007.